# Cynanchum
Cynanchum is een geslacht uit de maagdenpalmfamilie (Apocynaceae). De soorten komen wereldwijd voor in de (sub)tropen en verder van Oekraïne tot in de gematigde delen van Azië.

## Soorten
- Cynanchum absconditum Liede
- Cynanchum abyssinicum Decne.
- Cynanchum aculeatum (Desc.) Liede & Meve
- Cynanchum acuminatum Humb. & Bonpl. ex Schult.
- Cynanchum acutum L.
- Cynanchum adalinae (K.Schum.) K.Schum.
- Cynanchum africanum (L.) Hoffmanns.
- Cynanchum alatum Wight & Arn.
- Cynanchum alternilobum (M.G.Gilbert & P.T.Li) Liede & Khanum
- Cynanchum altiscandens K.Schum.
- Cynanchum ambovombense (Liede) Liede & Meve
- Cynanchum ampanihense Jum. & H.Perrier
- Cynanchum analamazaotrense Choux
- Cynanchum anderssonii Morillo
- Cynanchum andringitrense Choux
- Cynanchum angavokeliense Choux
- Cynanchum annularium (Roxb.) Liede & Khanum
- Cynanchum ansamalense Liede
- Cynanchum anthonyanum Hand.-Mazz.
- Cynanchum antsiranense (Meve & Liede) Liede & Meve
- Cynanchum appendiculatopsis Liede
- Cynanchum appendiculatum Choux
- Cynanchum arabicum (Bruyns & P.I.Forst.) Meve & Liede
- Cynanchum arenarium Jum. & H.Perrier
- Cynanchum areysianum (Bruyns) Meve & Liede
- Cynanchum balense Liede
- Cynanchum baronii Choux
- Cynanchum batangense P.T.Li
- Cynanchum beatricis Morillo
- Cynanchum bernardii Morillo
- Cynanchum bicampanulatum M.G.Gilbert & P.T.Li
- Cynanchum bisinuatum Jum. & H.Perrier
- Cynanchum blandum (Decne.) Sundell
- Cynanchum blyttioides Liede
- Cynanchum bojerianum (Decne.) Choux
- Cynanchum bosseri Liede
- Cynanchum boudieri H.Lév. & Vaniot
- Cynanchum boveanum Decne.
- Cynanchum bowmanii S.T.Blake
- Cynanchum brasiliense (Morillo) Liede
- Cynanchum brevicoronatum M.G.Gilbert & P.T.Li
- Cynanchum brevipedicellatum (P.I.Forst.) Liede & Meve
- Cynanchum brevipedunculatum J.Y.Shen
- Cynanchum bricenoi Morillo
- Cynanchum bungei Decne.
- Cynanchum callialatum Buch.-Ham. ex Wight
- Cynanchum carautanum (Fontella & E.A.Schwarz) Morillo
- Cynanchum caudiculatum Rapini
- Cynanchum caudigerum R.W.Holm
- Cynanchum celebicum Schltr.
- Cynanchum chanchanense Morillo
- Cynanchum chinense R.Br.
- Cynanchum chouxii Liede & Meve
- Cynanchum comorense Choux
- Cynanchum compactum Choux
- Cynanchum corymbosum Wight
- Cynanchum crassiantherae Liede
- Cynanchum crassipedicellatum Meve & Liede
- Cynanchum cristalinense Morillo
- Cynanchum cuatrecasasii Morillo
- Cynanchum cubense (A.Rich.) Woodson
- Cynanchum cucullatum N.E.Br.
- Cynanchum cyathiforme (Sundell) W.D.Stevens
- Cynanchum dalhousieae Wight
- Cynanchum daltonii (Decne.) Liede & Meve
- Cynanchum danguyanum Choux
- Cynanchum decaryi Choux
- Cynanchum decipiens C.K.Schneid.
- Cynanchum decorsei (Costantin & Gallaud) Liede & Meve
- Cynanchum defilippii Delponte
- Cynanchum descoingsii Rauh
- Cynanchum diazmirandae Morillo
- Cynanchum dimidiatum (Hassk.) Boerl.
- Cynanchum doleriticum Goyder
- Cynanchum dombeyanum (Decne.) Morillo
- Cynanchum duclouxii M.G.Gilbert & P.T.Li
- Cynanchum elachistemmoides (Liede & Meve) Liede & Meve
- Cynanchum elegans (Benth.) Domin
- Cynanchum ellipticum (Harv.) R.A.Dyer
- Cynanchum erythranthum Jum. & H.Perrier
- Cynanchum ethiopicum Liede & Khanum
- Cynanchum eurychitoides (K.Schum.) K.Schum.
- Cynanchum eurychiton (Decne.) K.Schum.
- Cynanchum falcatum Hutch. & E.A.Bruce
- Cynanchum fernandezii Morillo
- Cynanchum fimbricoronum P.T.Li
- Cynanchum floribundum R.Br.
- Cynanchum floriferum Liede & Meve
- Cynanchum foetidum (Cav.) Kunth
- Cynanchum folotsioides Liede & Meve
- Cynanchum forskaolianum (Schult.) Meve & Liede
- Cynanchum fragrans (Wall.) Liede & Khanum
- Cynanchum gentryi (Morillo) Liede
- Cynanchum gerrardi (Harv.) Liede
- Cynanchum gilbertii Liede
- Cynanchum giraldii Schltr.
- Cynanchum glomeratum Bosser
- Cynanchum goertsianum Morillo
- Cynanchum gonoloboides Schltr.
- Cynanchum gracillimum Wall. ex Wight
- Cynanchum graminiforme Liede
- Cynanchum grandidieri Liede & Meve
- Cynanchum graphistemmatoides Liede & Khanum
- Cynanchum guatemalense Dugand
- Cynanchum guehoi Bosser
- Cynanchum hardyi Liede & Meve
- Cynanchum hastifolium K.Schum.
- Cynanchum haughtii Woodson
- Cynanchum hemsleyanum (Oliv.) Liede & Khanum
- Cynanchum heteromorphum Vatke
- Cynanchum heydei Hook.f.
- Cynanchum hickenii Malme
- Cynanchum hoedimeerium Bakh.f.
- Cynanchum hooperianum (Blume) Liede & Khanum
- Cynanchum hubeiense Wen B.Xu, B.S.Xia & J.Y.Shen
- Cynanchum humbert-capuronii Liede & Meve
- Cynanchum implicatum (Jum. & H.Perrier) Jum. & H.Perrier
- Cynanchum insigne (N.E.Br.) Liede & Meve
- Cynanchum insipidum (E.Mey.) Liede & Khanum
- Cynanchum insulanum (Hance) Hemsl.
- Cynanchum itremense Liede
- Cynanchum jaliscanum (Vail) Woodson
- Cynanchum japonicum C.Morren & Decne.
- Cynanchum juliani-marnieri Desc.
- Cynanchum jumellei Choux
- Cynanchum junciforme (Decne.) Liede
- Cynanchum kaschgaricum Y.X.Liou
- Cynanchum kingdonwardii M.G.Gilbert & P.T.Li
- Cynanchum kintungense Tsiang
- Cynanchum kwangsiense Tsiang & H.D.Zhang
- Cynanchum laeve (Michx.) Pers.
- Cynanchum lanhsuense T.Yamaz.
- Cynanchum lecomtei Choux
- Cynanchum ledermannii Schltr.
- Cynanchum leptolepis (Benth.) Domin
- Cynanchum leptostephanum Diels
- Cynanchum leucophellum Diels
- Cynanchum ligulatum (Benth.) Woodson
- Cynanchum lineare N.E.Br.
- Cynanchum liukiuense Warb.
- Cynanchum loheri Schltr.
- Cynanchum longipedunculatum M.G.Gilbert & P.T.Li
- Cynanchum longipes N.E.Br.
- Cynanchum longirostrum (K.Schum.) W.D.Stevens
- Cynanchum lopezpalaciosii Morillo
- Cynanchum luteifluens (Jum. & H.Perrier) Desc.
- Cynanchum lysimachioides Y.Tsiang & P.T.Li
- Cynanchum maasii Morillo
- Cynanchum macranthum Jum. & H.Perrier
- Cynanchum macrolobum Jum. & H.Perrier
- Cynanchum madagascariense K.Schum.
- Cynanchum magale Buch.-Ham. ex Dillwyn
- Cynanchum mahafalense Jum. & H.Perrier
- Cynanchum malampayae (Kloppenb., Cajano & Hadsall) Sodusta
- Cynanchum mariense (Meve & Liede) Liede & Meve
- Cynanchum mariquitense Mutis
- Cynanchum marnieranum Rauh
- Cynanchum masoalense Choux
- Cynanchum maximoviczii Pobed.
- Cynanchum megalanthum M.G.Gilbert & P.T.Li
- Cynanchum membranaceum (Liede & Meve) Liede & Meve
- Cynanchum menarandrense Jum. & H.Perrier
- Cynanchum messeri (Buchenau) Jum. & H.Perrier
- Cynanchum mevei Liede
- Cynanchum meyeri (Decne.) Schltr.
- Cynanchum microstemma (Turcz.) Morillo
- Cynanchum minahassae Schltr.
- Cynanchum montevidense Spreng.
- Cynanchum moramangense Choux
- Cynanchum moratii Liede
- Cynanchum mossambicense K.Schum.
- Cynanchum muricatum (Blume) Boerl.
- Cynanchum napiferum Choux
- Cynanchum natalitium Schltr.
- Cynanchum nematostemma Liede
- Cynanchum neoleucanthum Cai F.Zhang, G.W.Hu & Q.F.Wang
- Cynanchum nielsenii Morillo
- Cynanchum nigrum Cav. - Zwarte engbloem[2]
- Cynanchum obovatum (Decne.) Choux
- Cynanchum obtusifolium L.f.
- Cynanchum officinale (Hemsl.) Tsiang & H.D.Zhang
- Cynanchum olimpanjehy Rzepecky & Meve
- Cynanchum orangeanum (Schltr.) N.E.Br.
- Cynanchum oresbium (Bruyns) Goyder
- Cynanchum otophyllum C.K.Schneid.
- Cynanchum ovalifolium Wight
- Cynanchum pachycladon Choux
- Cynanchum pamirense Tsiang & H.D.Zhang
- Cynanchum papillatum Choux
- Cynanchum paramorum Morillo
- Cynanchum pearsonianum Liede & Meve
- Cynanchum pedunculatum R.Br.
- Cynanchum peraffine Woodson
- Cynanchum perrieri Choux
- Cynanchum petignatii Liede & Rauh
- Cynanchum phillipsonianum Liede & Meve
- Cynanchum physocarpum Schltr.
- Cynanchum pichi-sermollianum (Raimondo & Fici) Liede & Khanum
- Cynanchum pietrangelii Morillo
- Cynanchum polyanthum K.Schum.
- Cynanchum praecox Schltr. ex S.Moore
- Cynanchum prevostiae Morillo
- Cynanchum puberulum F.Muell. ex Benth.
- Cynanchum pulchellum (Wall.) Liede & Khanum
- Cynanchum purpureiflorum Morillo
- Cynanchum purpureum (Pall.) K.Schum.
- Cynanchum pusilum Grubov
- Cynanchum pycnoneuroides Choux
- Cynanchum quangbinhense Nuraliev & V.T.Pham
- Cynanchum racemosum (Jacq.) Jacq.
- Cynanchum radians (Forssk.) Lam.
- Cynanchum radiatum Jum. & H.Perrier
- Cynanchum rauhianum Desc.
- Cynanchum registanense Jayanthi
- Cynanchum rensonii (Pittier) Woodson
- Cynanchum repandum (Decne.) K.Schum.
- Cynanchum resiliens (B.R.Adams & R.W.K.Holland) Goyder
- Cynanchum revoilii (Franch.) Khanum & Liede
- Cynanchum riometense Sundell
- Cynanchum rioparanense Sundell
- Cynanchum rossii Rauh
- Cynanchum rostellatum (Turcz.) Liede & Khanum
- Cynanchum roulinioides (E.Fourn.) Rapini
- Cynanchum rubricoronae Liede
- Cynanchum rungweense Bullock
- Cynanchum sahyadricum (Ansari & Hemadri) Liede & Khanum
- Cynanchum sarcomedium Meve & Liede
- Cynanchum schistoglossum Schltr.
- Cynanchum scopulosum Bosser
- Cynanchum sessiliflorum (Decne.) Liede
- Cynanchum sigridiae Meve & M.Teissier
- Cynanchum sinoracemosum M.G.Gilbert & P.T.Li
- Cynanchum socotranum (Lavranos) Meve & Liede
- Cynanchum somaliense (N.E.Br.) N.E.Br.
- Cynanchum staubii Bosser
- Cynanchum stoloniferum (B.R.Adams & R.W.K.Holland) Goyder
- Cynanchum subpaniculatum Woodson
- Cynanchum subtilis Liede
- Cynanchum suluense Schltr.
- Cynanchum sumbawanum Warb.
- Cynanchum surrubriflorum W.D.Stevens
- Cynanchum szechuanense Tsiang & H.D.Zhang
- Cynanchum tamense Morillo
- Cynanchum thesioides (Freyn) K.Schum.
- Cynanchum thruppii (Oliv.) Khanum & Liede
- Cynanchum toliari Liede & Meve
- Cynanchum trollii Liede & Meve
- Cynanchum tsaratananense Choux
- Cynanchum tuberculatum (Blume) Boerl.
- Cynanchum tunicatum (Retz.) Alston
- Cynanchum umtalense Liede
- Cynanchum vanlessenii (Lavranos) Goyder
- Cynanchum verrucosum (Desc.) Liede & Meve
- Cynanchum viminale (L.) L.
- Cynanchum violator R.W.Holm
- Cynanchum virens (E.Mey.) D.Dietr.
- Cynanchum wallichii Wight
- Cynanchum warburgii Schltr.
- Cynanchum wilfordii (Maxim.) Hook.f.
- Cynanchum zeyheri Schltr.

Aganonerion · 
Acokanthera · 
Adenium · 
Aganosma · 
Allamanda · 
Alstonia · 
Alyxia · 
Amalocalyx · 
Anodendron · 
Apocynum .
Asclepias · 
Baharuia · 
Baissea · 
Beaumontia ·
Caralluma · 
Carissa · 
Catharanthus · 
Cerbera · 
Ceropegia (lantaarnplanten) · 
Chonemorpha · 
Cleghornia · 
Cynanchum · 
Dewevrella ·
Dischidia ·
Ditassa  ·
Echites · 
Elytropus · 
Epigynum · 
Eucorymbia · 
Forsteronia · 
Hoodia · 
Hoya · 
Hylaea · 
Huernia · 
Ichnocarpus · 
Ixodonerium · 
Kopsia · 
Landolphia · 
Lhotzkyella · 
Macroditassa · 
Mandevilla · 
Manothrix · 
Margaretta · 
Marsdenia · 
Matelea · 
Melinia ·
Melodinus  · 
Merrillanthus · 
Metaplexis · 
Metastelma · 
Microdactylon · 
Microloma · 
Miraglossum · 
Mitostigma · 
Morrenia · 
Motandra · 
Nautonia · 
Neoschumannia · 
Nephradenia · 
Notechidnopsis · 
Odontadenia · 
Odontanthera · 
Oncinema · 
Oncostemma · 
Ophionella · 
Orbea · 
Orbeanthus · 
Orbeopsis · 
Orthanthera · 
Orthosia · 
Oxypetalum · 
Oxystelma · 
Pachycarpus · 
Pachycymbium · 
Pachypodium · 
Papuechites · 
Parameria · 
Parapodium · 
Parepigynum · 
Parsonsia · 
Pectinaria · 
Pentacyphus · 
Pentarrhinum · 
Pentasachme · 
Pentastelma · 
Pentatropis · 
Peplonia · 
Pergularia · 
Periglossum · 
Petopentia · 
Pherotrichis · 
Philibertia · 
Piaranthus · 
Pleurostelma · 
Plumeria · 
Pseudolithos · 
Quaqua · 
Quisumbingia · 
Raphistemma · 
Raphionacme · 
Rauvolfia · 
Rhyncharrhena · 
Rhyssolobium · 
Rhyssostelma · 
Rhytidocaulon · 
Riocreuxia · 
Rojasia · 
Sarcolobus ·
Sarcostemma · 
Schistogyne · 
Schistonema · 
Schubertia · 
Secamone · 
Secamonopsis · 
Seutera · 
Sindechites · 
Sisyranthus · 
Solenostemma · 
Sphaerocodon · 
Stapelia · 
Stapelianthus · 
Stapeliopsis · 
Stathmostelma · 
Stenomeria · 
Stenostelma · 
Stigmatorhynchus · 
Schizozygia · 
Tacazzea · 
Tectiphiala · 
Trachelospermum · 
Urceola · 
Vallariopsis · 
Vinca (maagdenpalm) · 
Vincetoxicum (engbloem)